# Arcyria cinerea
Arcyria cinerea ist ein weltweit verbreiteter und häufiger Schleimpilz aus der Familie Trichiidae.

## Merkmale
Das Plasmodium ist weiß, grau oder gelblich gefärbt. Die Sporokarpien sind gestielt und wachsen vereinzelt oder dicht gedrängt. Manchmal sind mehrere am Stielgrund zusammengewachsen. Die Sporenkapseln sind kegelförmig bis zylindrisch oder eiförmig, selten fast kugelig. Im geschlossenen Zustand besitzen sie einen Durchmesser zwischen 0,1 und 0,9 Millimeter und eine Höhe von einem bis vier Millimeter. Das darin enthaltene Capillitium expandiert nur wenig. Es ist weißlich, grau oder beige gefärbt, in selteneren Fällen ist es graurosa, bräunlich oder grünlich getönt, vor der Reife ist es mitunter lilarosa.
Die häutige Unterlage (Hypothallus) ist Gruppen von Fruktifikationen gemeinsam, bei einzelnen Fruchtkörpern scheibenförmig. Er ist durchscheinend farblos bis hellbraun. Der Stiel ist 0,2 bis 1,5 Millimeter lang und besitzt eine runzelige Oberfläche. Er ist wie die Sporenkapsel oder etwas dunkler bis schwarz gefärbt. Im durchfallenden Licht erscheint er hell rotbraun und ist mit unregelmäßigen runden bis breitelliptischen sporenähnlichen Zysten gefüllt. Diese besitzen am Grund einen Durchmesser von 30 Mikrometern; an der Stielspitze sind sie kleiner, auch unter 10 Mikrometer im Durchmesser.
Die Hülle (Peridie) verschwindet bis auf einen kleinen, flachen bis trichterförmigen Becher. Manchmal besitzt sie feine Radialfalten. Im durchfallenden Licht erscheint sie gelblich, ist nahezu glatt oder weist feine, kurze Linien auf, die teils netzig angeordnet sind. Manchmal sind am Capillitium kleine Hüllreste vorhanden.
Das Capillitium ist wenig elastisch, kleinmaschig vernetzt und farblos bis bräunlich. Es besitzt kaum freie Enden und ist fest mit dem Becher verwachsen. An den Anwachsstellen ist es glatt und vier bis sieben Mikrometer im Durchmesser. Nach oben hin wird es dünner (1,5–4 µm) und ist meist ausschließlich mit feinen Stacheln oder Warzen besetzt. Manchmal besitzt es auch Halbringe oder eine Netzzeichnung.
Die Sporen sind in Masse beige bis hellgrau gefärbt. Im durchfallenden Licht erscheinen sie nahezu farblos. Sie sind sehr fein warzig und besitzen Gruppen größerer Warzen. Die Sporen messen sechs bis acht Mikrometer im Durchmesser.

## Artabgrenzung
Arcyria cinerea ist in der typischen Ausprägung kaum zu verwechseln. Selten kommen Fruktifikationen mit kugelförmigen Sporenkapseln vor, die Arcyria globosa ähneln. Diese unterscheidet sich durch das Fehlen des halbkugeligen, deutlich querrunzeligen Bechers. Einige farbliche Ausprägungen gleichen A. pomiformis oder A. insignis ein wenig. Erstere besitzt ein bedeutend weitmaschigeres Capillitium, das in alle Richtungen expandiert und wächst vereinzelt oder in kleinen Gruppen. Blasse Exemplare von A. insignis unterscheiden sich vor allem durch das dünne Capillitium mit zwei bis drei Mikrometern im Durchmesser.

## Ökologie und Verbreitung
Der Schleimpilz ist weltweit verbreitet. Er gehört in Mitteleuropa zu den häufigsten Schleimpilzen. Vergesellschaftungen wurden mit zahlreichen weiteren Arten beobachtet.